# Spanbok
Een spanbok is een onderdeel van het ketelbeslag van een trommel. In de spanbokken worden de schroeven waarmee het membraan gespannen wordt vastgehouden. Oude ketels hadden vaak doorlopende bokken, tegenwoordig plaatsen fabrikanten veelal een aparte rij voor het bovenmembraan en een rij voor het ondermembraan.